# František Bělohlávek
František Bělohlávek (11. května 1924 Nový Rychnov – 31. ledna 2019 Olomouc) byl český malíř, grafik, ilustrátor, grafický designér a výtvarný pedagog.

## Život
Absolvoval gymnázium v Jindřichově Hradci. Jako student byl poslán na nucené práce do Německa (Augsburg), byl vězněn v koncentračním táboře Dachau.
V letech 1945–1949 studoval na ČVUT v Praze u profesorů Cyrila Boudy, Josefa Sejpky, Martina Salcmana, Karla Lidického, Jana Smetany a Miroslava Míčka. V ročníku studoval s malířkou Marií Zatloukalovou z Olomouce, s níž v roce 1948 uzavřel sňatek.
Od roku 1951 působil osm let jako pedagog na katedře výtvarné výchovy Univerzity Palackého v Olomouci. Od roku 1959 se ve svobodném povolání věnoval tvůrčí činnosti, zejména v oblasti užitého umění a grafického designu.

## Dílo
Jako grafický designér a typograf je autorem velkého množství plakátů, knižních obálek, ilustrací a logotypů.
Ve volné tvorbě se věnoval zejména malbě a grafice.

### Realizace ve veřejném prostoru
- 1972 – vývěsní štít poštovního úřadu 2 v Ostravě[2]
- 1974–1975 – reliéf Letadla míru na fasádě hotelového domu Avion v Olomouci (arch. Petr Brauner)[3]
- 1975 – reliéfní znak tiskařských závodů v Olomouci (Studentská 1)[4]
- 1979 – reliéf Mírový motiv na fasádě budovy základní školy v Lošticích[5]
- 1982–1984 – art protisy z cyklu Mládí (triptych) pro VŠ koleje Univerzity Palackého v Olomouci (spolupráce M. Bělohlávková)[6]
- 1984 – obrazové panneau Svět dětí pro jídelnu ZŠ Demlova v Olomouci[6]

## Ocenění
- 1967 – Vyznamenání Za zásluhy o výstavbu
- 1988 – titul Zasloužilého umělce
- 2003 – Cena města Olomouce za přínos v oblasti výtvarného umění[7]